# Phyprosopus tristrigata
Phyprosopus tristrigata là một loài bướm đêm trong họ Erebidae.